# Saint-Laurent (Ardenas)
 Saint-Laurent  es una población y comuna francesa, en la región de Champaña-Ardenas, departamento de Ardenas, en el distrito de Charleville-Mézières y cantón de Villers-Semeuse.

## Demografía
| 580 | 612 | 727 | 805 | 902 | 910 |
| Para los censos de 1962 a 1999 la población legal corresponde a la población sin duplicidades (Fuente: INSEE [Consultar]) |     |     |     |     |     |